# Leinmühle (Neunburg vorm Wald)
Leinmühle ist ein Ortsteil der Stadt Neunburg vorm Wald im Landkreis Schwandorf in Bayern.

## Geographie
Leinmühle liegt circa zwei Kilometer nördlich von Neunburg vorm Wald. Die ehemalige Mühle liegt am Ufer des Bürgerweihers und an der Ascha, die etwas weiter südwestlich in die Schwarzach mündet. Westlich von Leinmühle verläuft die Staatsstraße 2398, die Neunburg vorm Wald mit der B 22 in Oberviechtach verbindet.

## Geschichte
Der Name Leinmühle leitet sich von einem früheren Leinstampfwerk ab.
Am 23. März 1913 war Leinmühle Teil der Pfarrei Neunburg vorm Wald, bestand aus einem Haus und zählte sieben Einwohner.
Am 31. Dezember 1990 hatte Leinmühle vier Einwohner und gehörte zur Pfarrei Neunburg vorm Wald.